# 1980 WF
4688 1980 WF eller 1980 WF är en asteroid i huvudbältet som upptäcktes den 29 november 1980 av den amerikanska astronomen Charles T. Kowal vid Palomar-observatoriet.
Asteroiden har en diameter på ungefär 0,6 kilometer och den tillhör asteroidgruppen Amor.